# Delias belladonna
Espèce
Delias belladonna  est un insecte lépidoptère  de la famille des Pieridae, de la sous-famille des Pierinae et du genre Delias.

## Dénomination
Delias belladonna a été nommé par Johan Christian Fabricius en 1858.
Synonymes :Papilio belladonna Fabricius, 1793; Delias hearseyi Butler, 1885; Delias surya Mitis, 1893.

### Noms vernaculaires
Delias belladonna se nomme Hill Jezebel en anglais.

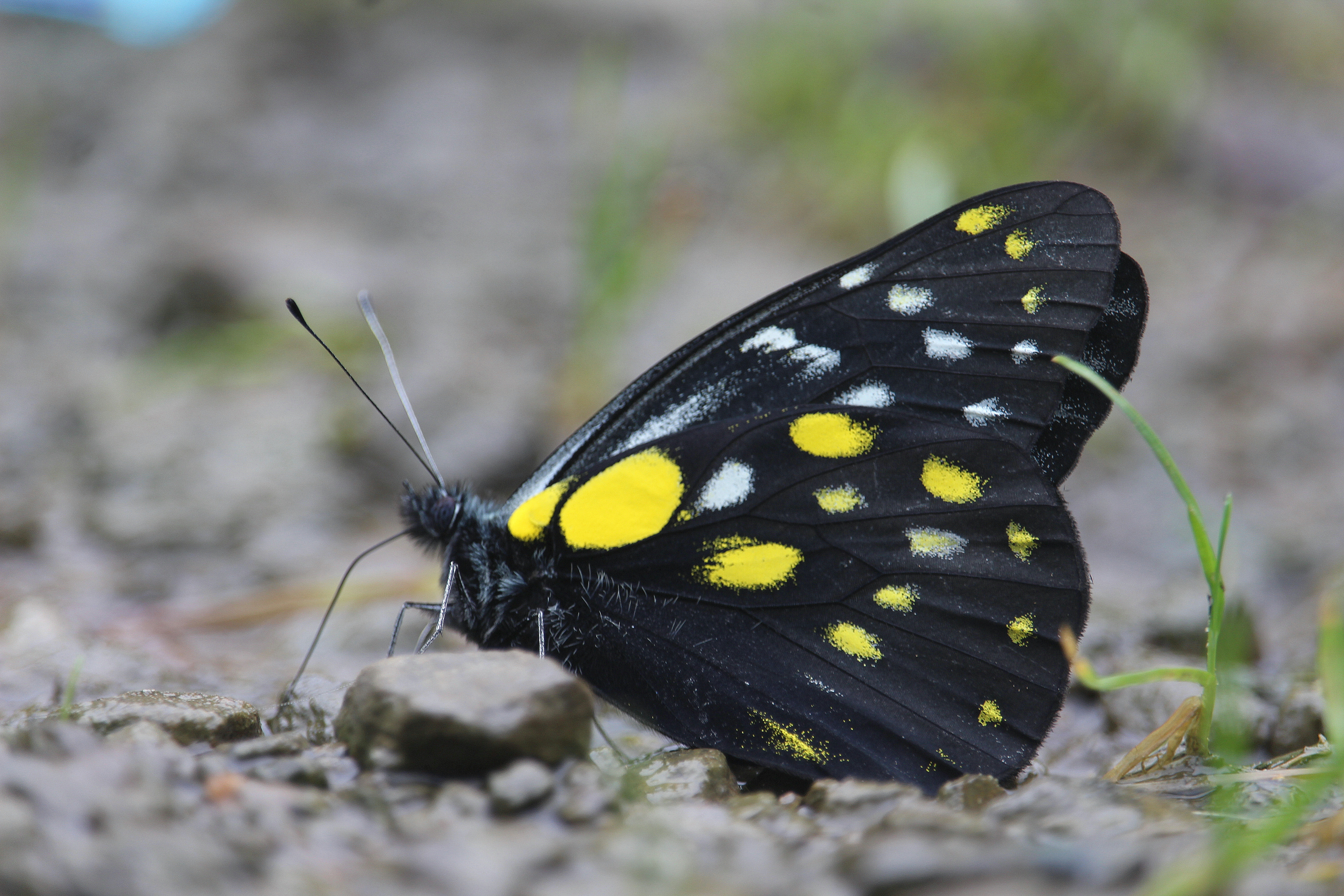
revers de Delias belladonna belladonna

### Sous-espèces
- Delias belladonna belladonna
- Delias belladonna chrysorrhoea (Vollenhoven, 1865) à Sumatra
- Delias belladonna endoi Yagishita, 1993, dans le sud du Vietnam.
- Delias belladonna hedybia Jordan, 1925, en Birmanie et Thaïlande.
- Delias belladonna horsfieldi (Gray, 1831) dans le nord-ouest de l'Inde.
- Delias belladonna ithiela Butler, 1869, en Inde.
- Delias belladonna lugens Jordan, 1925,  en Inde et Birmanie.
- Delias belladonna malayana Pendlebury, 1933, en Malaisie.
- Delias belladonna surprisa Martin, dans le sud-ouest du Sulawesi.
- Delias belladonna yukaae Nakano, 1993, dans le nord de la  Thaïlande et au Laos.
- Delias belladonna zelima Mitis, 1893 dans l'ouest de la Chine.

## Description
Ce papillon d'une envergure de 70 à 98 mm présente une couleur diverse suivant les sous-espèces, noir pour l'espèce nominale mais pour les autres gris, marron vert ou bleu-violet, avec une ornementation semblable pour toutesLe dessus de couleur foncée est très peu marqué de lignes submarginales de taches ovales plus claires.
Le revers est orné sur le même fond de larges taches ovales jaune vif, d'une lignes  submarginales de plus petites taches ovales du même jaune vif et de quelques taches blanches.

## Biologie

### Plantes hôtes
Les plantes hôtes de sa chenille sont Loranthus vestitus et Loranthus longiflorus.

## Écologie et distribution
C'est  un papillon de l'Asie du Sud-Est depuis l'Himalaya et le nord-ouest de l'Inde jusqu'à la Birmanie, la Thaïlande, le Laos, le sud du Vietnam, la Malaisie, Sumatra et le Sulawesi.

### Biotope
Il réside en moyenne montagne.

### Protection
Pas de statut de protection particulier.

### Liens taxonomiques
- (en) Tree of Life Web Project : Delias belladonna
- (en) Catalogue of Life : Delias belladonna (Fabricius, 1793)
- (en) NCBI : Delias belladonna (taxons inclus)